# Transporte ferroviário no Brasil
O transporte ferroviário no Brasil possui uma rede de 30 129 quilômetros de extensão, dos quais 1 121 quilômetros são eletrificados, espalhados por 22 estados brasileiros mais o Distrito Federal. A grande maioria das ferrovias brasileiras atuais é para transporte de carga ou transporte urbano de passageiros; só sobrevivem duas ferrovias para transporte de passageiros a longa distância: a Estrada de Ferro Carajás e a Estrada de Ferro Vitória a Minas.

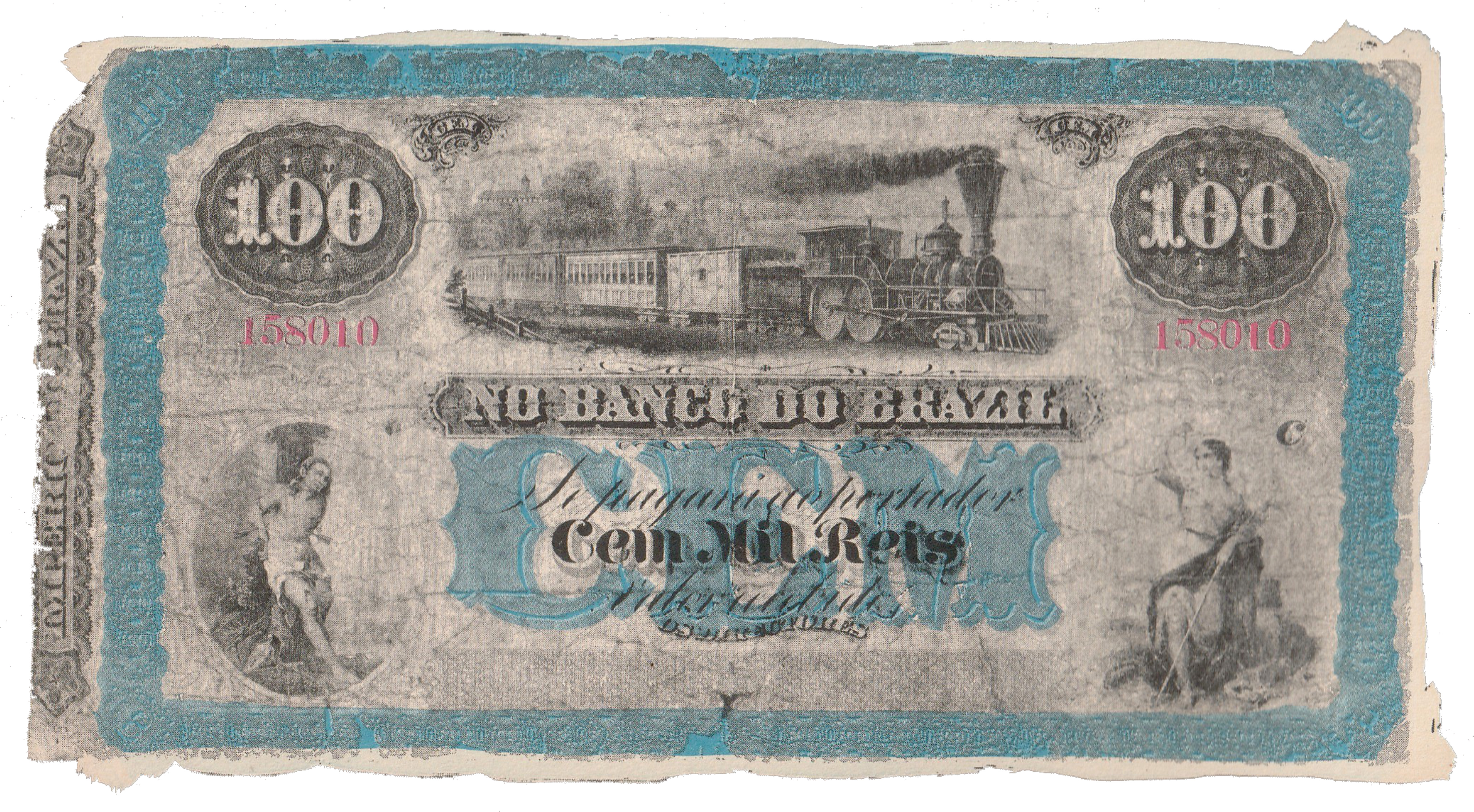
Evidenciamento do transporte ferroviário em cédula de réis emitida pelo Banco do Brasil em 1854.

A malha ferroviária brasileira é dividida em quatro tipos de bitolas. São 4 057 quilômetros em bitola larga/irlandesa, que é a de 1,6 metro; outros 202,4 quilômetros em bitola padrão/internacional, que é a de 1,435 metro; mais 23 489 quilômetros em bitola métrica, que possui um metro; e também 396 quilômetros em bitola mista. Além dessas, existem bitolas de 0,6 e 0,763 metro em trechos turísticos.
O país possui ligações ferroviárias com Argentina, Bolívia e Uruguai e chegou a possuir 34 207 quilômetros, porém, crises econômicas e a falta de investimentos em modernização, tanto por parte da iniciativa privada como do poder público, aliados ao crescimento do transporte rodoviário, fizeram com que parte da rede fosse erradicada.
A implantação das primeiras ferrovias no país foi estimulada por capitais privados nacionais e estrangeiros (principalmente inglês) que almejavam um sistema de transporte capaz de levar (de maneira segura e econômica) aos crescentes centros urbanos e portos do país toda a produção agrícola e de minério produzida principalmente no interior brasileiro. O governo brasileiro também participou da expansão ferroviária, ora iniciando empreendimentos visando a integração do território nacional através desse meio de transporte, ora encampando companhias privadas falidas para impedir o colapso econômico de regiões dependentes desse meio de transporte.

## História

Rede ferroviária do Brasil em 2016.

Por volta de 1870 a 1930, as ferrovias brasileiras foram as responsáveis principais pelo escoamento da produção agrícola brasileira, sobretudo o café, do interior para os portos e dali articulando-se com a navegação de longo curso. Dificuldades devido aos trechos de trilhos com bitolas diferentes, construídos por investimentos privados independentes e sem interligação com os sistemas regionais, levaram ao abandono de muitos trechos em favor da construção de rodovias.

### Antecedentes
O primeiro incentivo à construção de ferrovias no Brasil se deu em 1828, quando o governo imperial promulgou a primeira carta de lei incentivando as estradas em geral. A primeira tentativa de fato de implantação de uma estrada de ferro no Brasil deu-se com a criação de uma empresa anglo-brasileira no Rio de Janeiro em 1832 que queria ligar a cidade de Porto Feliz ao porto de Santos. Essa ferrovia tinha por fim transportar cargas do interior para o porto e diminuir os custos de exportação. O governo imperial, no entanto, não apoiou o projeto e ele não foi levado adiante.
Três anos depois, em 1835, o regente Diogo Antônio Feijó promulgou a Lei Imperial n.º 101, que incentivava a implantação ferroviária brasileira, concedendo privilégios por 40 anos a quem construísse e explorasse estradas de ferro ligando o Rio de Janeiro às capitais de Minas Gerais, Rio Grande do Sul e Bahia. A garantia dada exprimia que nenhuma outra ferrovia poderia ser construída numa faixa de 31 quilômetros de ambos os lados da linha autorizada. Apesar dos incentivos, nenhum investidor se arriscou, pois as garantias eram poucas de que haveria um lucro substancial. A Lei 101, também conhecida como Decreto Feijó, foi a base para que outros grupos empresariais fizessem projetos e estudos para fazer a primeira ferrovia no Brasil. Um desses grupos, desta vez em São Paulo em 1836, formado por brasileiros e ingleses, também não conseguiu colocar em prática o projeto.
Em 26 de julho de 1852 foi assinado o Decreto-Lei 641, que dava grandes vantagens econômicas aos investidores da época, como um prazo de concessão de 90 anos, garantia sobre o capital empregado, uma área de salvaguarda de 33 quilômetros, direito de fazer desapropriações, explorar terras devolutas e isenção de impostos de importação de material ferroviário importado, mas limitava os dividendos em 8%. Tal garantia dava remuneração ao capital, mas a limitação dos dividendos limitava também a eficiência operacional. Com a revisão posterior da taxa de juros de 5% para 12%, o interesse na construção das ferrovias no Brasil se estendeu por todo o mundo, principalmente na Inglaterra, que foi o principal impulsor da construção de estradas de ferro no Brasil.

### Primeiras ferrovias

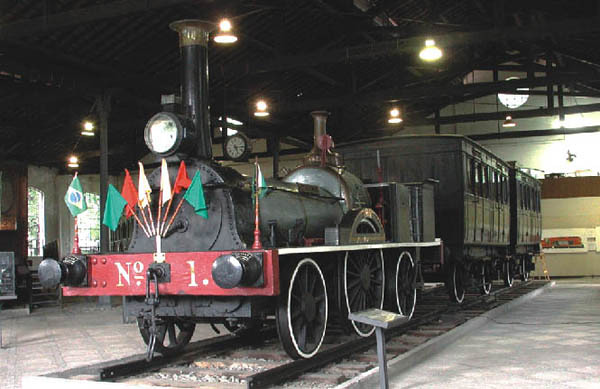
A primeira locomotiva do Brasil, Baroneza, atualmente em exposição no Museu do Trem do Rio de Janeiro.

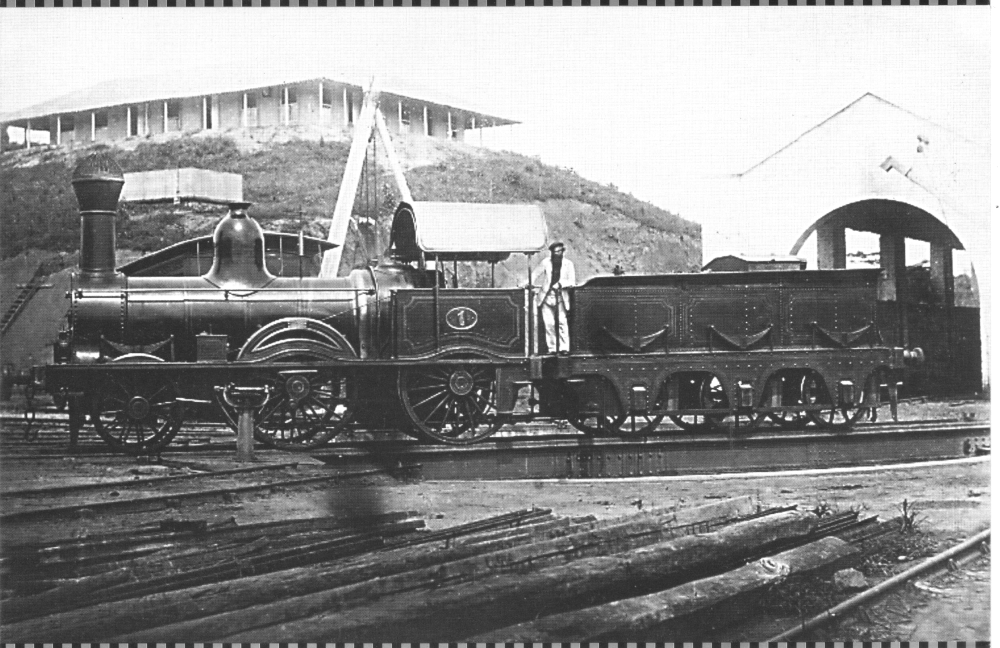
Locomotiva n.º1 da Recife and São Francisco Railway Company, a segunda ferrovia mais antiga do Brasil, em 1858.

Pouco antes de vigorar o Decreto-Lei 641, o banqueiro e empresário Irineu Evangelista de Souza, mais tarde Barão de Mauá, solicitou privilégio para construção de outra ferrovia ligando o Porto de Mauá, na Baía de Guanabara, à localidade de Raiz da Serra que ficava na direção de Petrópolis, na Província do Rio de Janeiro. Essa ferrovia acabou se tornando efetivamente a primeira do Brasil, inaugurada em 30 de abril de 1854, com apenas 14,5 quilômetros de extensão e bitola de 1,676 metro (5’ 6”), que mais tarde seria conhecida como bitola indiana. A empresa do barão, denominada Imperial Companhia de Navegação a Vapor - Estrada de Ferro Petrópolis, realizou a primeira operação intermodal porto-ferrovia levando as cargas por navio da Praça XV até os fundos da Baía de Guanabara e de lá seguiam por trem até Raiz da Serra. A Estrada de Ferro Mauá teve apenas valor político e simbólico, por seu pioneirismo. Mauá viria a participar direta ou indiretamente da implantação ou negociações de nove outras ferrovias no Brasil. A partir daí surgiram diversas vias férreas.
A abertura ao tráfego regular na primeira seção de 31 quilômetros da The Recife and São Francisco Railway Company ocorreu em 8 de fevereiro de 1858 entre Cinco Pontas, no Recife, e a vila do Cabo. Foi esta a segunda estrada de ferro inaugurada no Brasil, sendo administrada pela primeira companhia inglesa que se instalou no país. Devido a diversos problemas que retardaram a construção, sua conclusão só se deu em 1862.
A inauguração do primeiro trecho, Companhia Estrada de Ferro D. Pedro II, ocorreu em 29 de março de 1858, com a ligação de 47,21 quilômetros da Estação da Corte a Queimados, no Rio de Janeiro. Mais tarde com a proclamação da república, a ferrovia foi renomeada para Estrada de Ferro Central do Brasil, que foi um dos principais eixos de desenvolvimento do país ao fazer a conexão de Rio e São Paulo em 1877, quando a Estrada de Ferro Dom Pedro II se conectou à Estrada de Ferro do Norte, vinda de São Paulo.

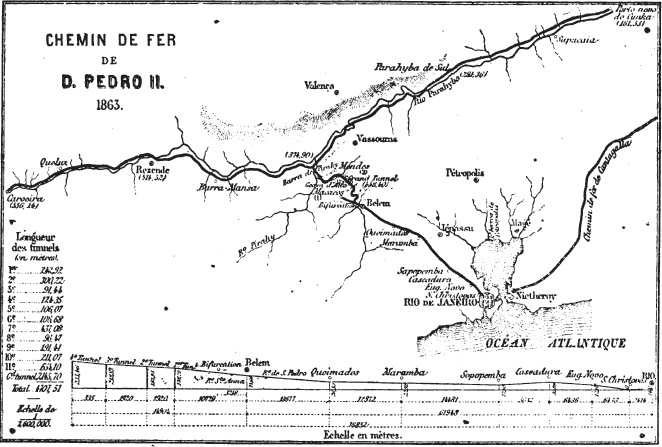
Estrada de Ferro Dom Pedro II (1863).

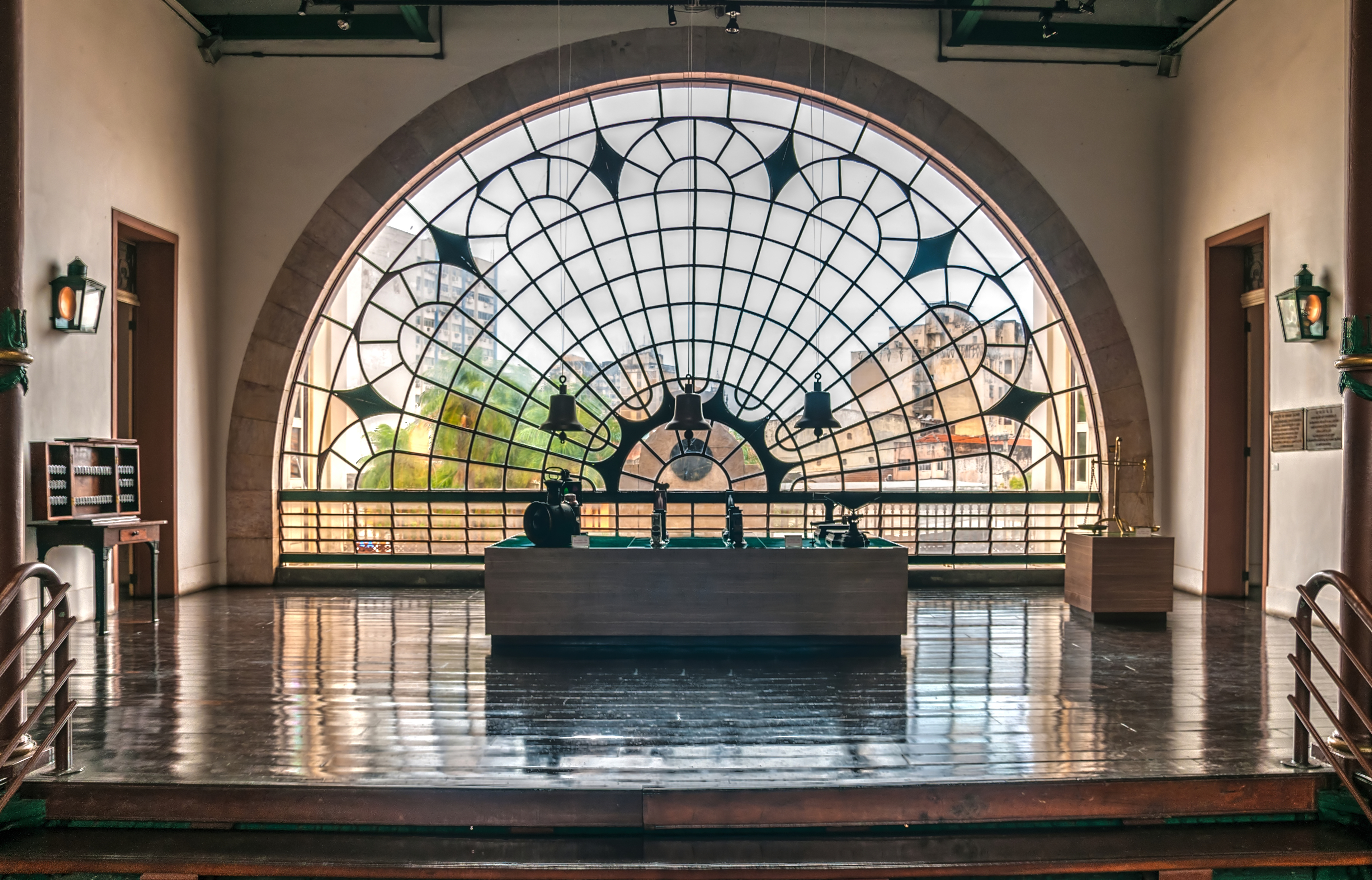
Recife foi a primeira cidade do mundo a operar locomotivas a vapor construídas especialmente para rodar nas ruas: a chamada "maxambomba", sistema inaugurado no ano de 1867. Na foto o Museu do Trem recifense.

Em 1867 foi criada a São Paulo Railway Ltd, a primeira estrada de ferro construída no Estado de São Paulo, destinada a ligar o Porto de Santos com o planalto com o fim de escoar a produção cafeeira do interior paulista. Como a São Paulo Railway, mesmo tendo a concessão, nunca se interessou em prosseguir sua linha além de Jundiaí, um grupo de fazendeiros de café fundou em 1872 uma nova empresa, a Companhia Paulista de Estradas de Ferro, para construir inicialmente a linha entre Jundiaí e Campinas e daí em direção ao interior.
A garantia oficial de altos juros, privilégios de zonas e garantias de faixas foram estendidas a quem construísse estradas de ferro. Maiores juros, benefícios e obrigações nas garantias foram se acumulando. A situação agravou-se ainda mais após o Decreto-Lei 2.450 de 24 de setembro de 1873, que criou uma subvenção de 30 contos de réis por quilômetro de via construída. Isto teve um efeito contrário ao esperado, implicando na construção de trechos com curvas em excesso e sem padronização na via permanente. A consequência foi a maior distância entre as cidades e estações, presentes até hoje na maioria dos trechos construídos, e a pluralidade de bitolas existentes.

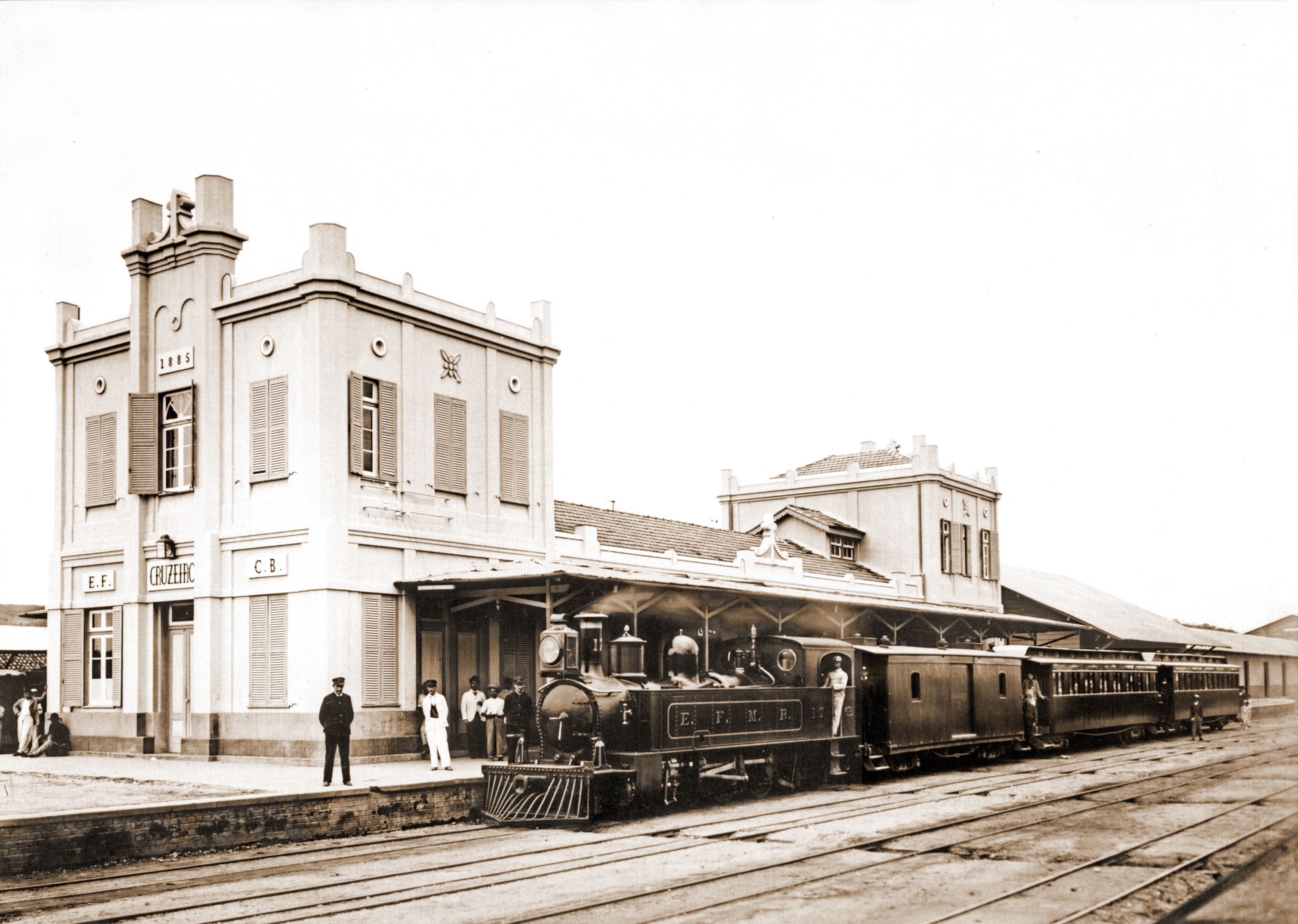
Estação de Cruzeiro (SP) na Estrada de Ferro Minas e Rio em algum momento após 1889.

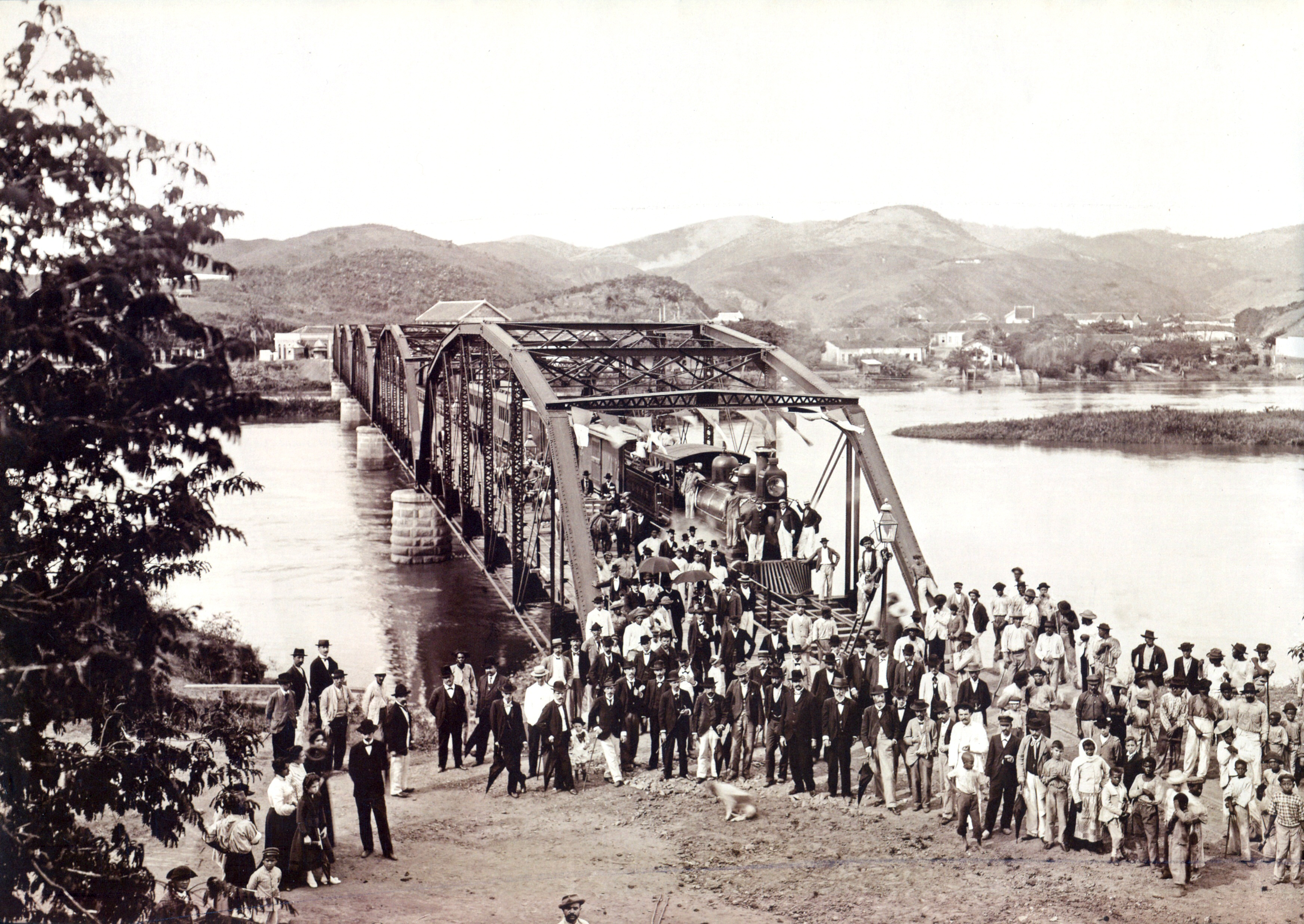
Inauguração da ponte sobre o Rio Paraíba, em 1888 no penúltimo ano do Império.

No sul do país, as primeiras ferrovias foram construídas nas décadas de 1870 e 1880. No Rio Grande do Sul, a primeira ferrovia foi inaugurada em 1874, ligando Porto Alegre a São Leopoldo. No Paraná, a primeira ferrovia construída foi a ligação entre Curitiba e Paranaguá, construída pelos Irmãos Rebouças, que sobrepuseram a Serra do Mar, e a Estrada de Ferro Paraná inaugurou a linha em 1885.
No nordeste, as principais ligações vieram do Ceará através da Estrada de Ferro de Sobral, que iniciou a ligação de Fortaleza a Sobral em 1879 e foi concluída em 1882. Em Pernambuco, além da primeira ligação de Recife ao Cabo pela E.F. Recife ao São Francisco, a Great Western abriu a ligação entre Recife e Paudalho em 1881. 20 anos depois a própria Great Western assumiria o controle da ligação de Recife com o Cabo.
No restante do país, embora muitas empresas ferroviárias tenham sido criadas nas duas décadas da primeira expansão brasileira, as ferrovias mais importantes foram feitas apenas na primeira metade do século XX.
No fim de 1889, quando foi proclamada a República, existiam no Brasil 9 583 quilômetros de ferrovias em tráfego, que serviam a então capital e quatorze das vinte províncias. Com a proclamação da República, o Governo Provisório decidiu executar um plano de construções ferroviárias, abrangendo todo o país. Mas devido à crise financeira na época, o encilhamento, este plano não pôde ser executado. Entre 1890 e 1895, foram abertos à circulação mais 3 383 quilômetros de estradas de ferro, pouco mais que nos últimos cinco anos do Império. Com o plano econômico de 1896, foi decidida a suspensão em 1897 de todas as obras de construção de ferrovias, sendo decretada a moratória no pagamento das garantias, o que economizou para a União um terço do seu orçamento. Em 1906, por 16,5 milhões de libras, a União ficou livre do pagamento dos juros, comprando as ferrovias credoras.
As primeiras cinco estradas de ferros estão listadas a seguir:
| Estrada de Ferro                           | Data da inauguração    | UF de Operação |
| ------------------------------------------ | ---------------------- | -------------- |
| Estrada de Ferro Mauá                      | 30 de abril de 1854    | RJ             |
| Estrada de Ferro Recife ao São Francisco   | 8 de fevereiro de 1858 | PE             |
| Estrada de Ferro D. Pedro II               | 29 de março de 1858    | RJ             |
| Estrada de Ferro da Bahia ao São Francisco | 28 de junho de 1860    | BA             |
| Estrada de Ferro Cantagalo                 | 18 de agosto de 1866   | RJ             |

### Expansão

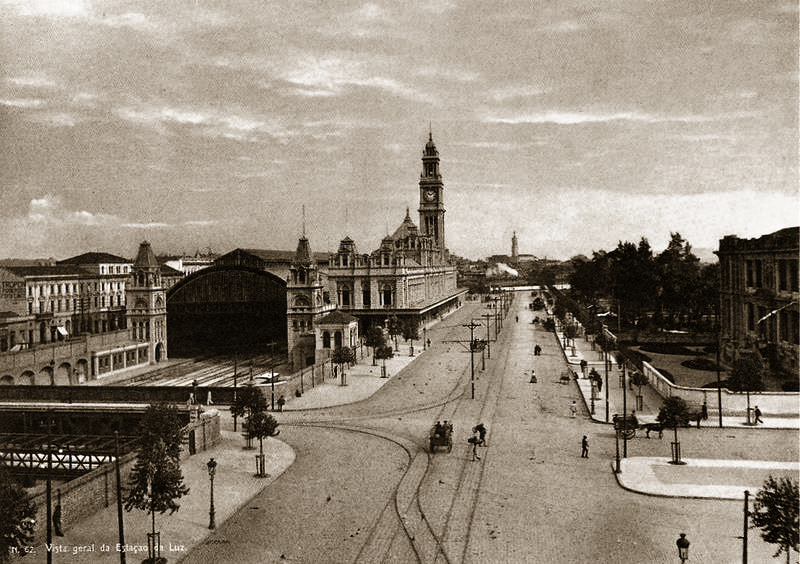
Fotografia da Estação da Luz na década de 1900, feita por Guilherme Gaensly.

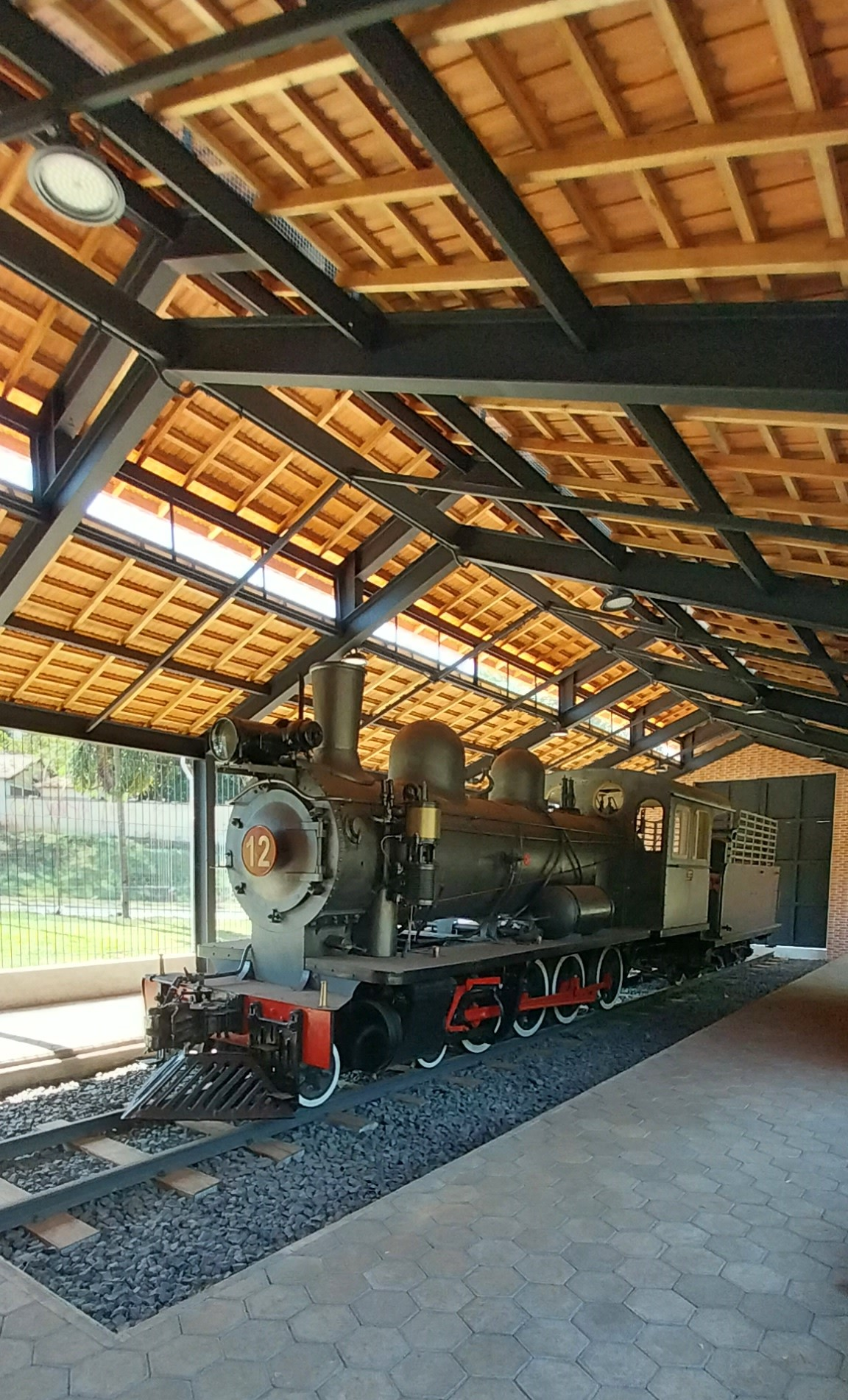
A locomotiva restaurada Amália 12, fabricada em 1912 pela alemã Borsig, em exposição no Parque Maurílio Biagi de Ribeirão Preto.

Teve início em 1907 o processo de arrendamento das ferrovias brasileiras, baseada na seguinte declaração do presidente Campos Sales: 
| “ | A longa experiência mostrou que não há vantagem em manter ferrovias sob a administração pública. Entregá-las à iniciativa privada e estimular a atuação dos interesses privados não só alivia o tesouro nacional como amplia a esfera de prosperidade e utilidade tanto para o comércio como para a indústria | ” |

Durante os anos da República Velha, houve grande expansão da malha ferroviária do Brasil, chegando a 29 000 quilômetros, saindo dos então 9 538 quilômetros existentes no fim do Império. A maior expansão se deu no estado de São Paulo, que chegou a ter 18 ferrovias, sendo as maiores a E.F. Sorocabana com 2 074 quilômetros, a Mogiana com 1 954 quilômetros, a E.F. Noroeste do Brasil com 1 539 quilômetros e a Cia. Paulista de Estradas de Ferro com 1 536 quilômetros, além da São Paulo Railway, que detinha a ligação com o porto de Santos. Juntas, elas permitiram o crescimento do estado tanto no setor industrial quanto agrícola.

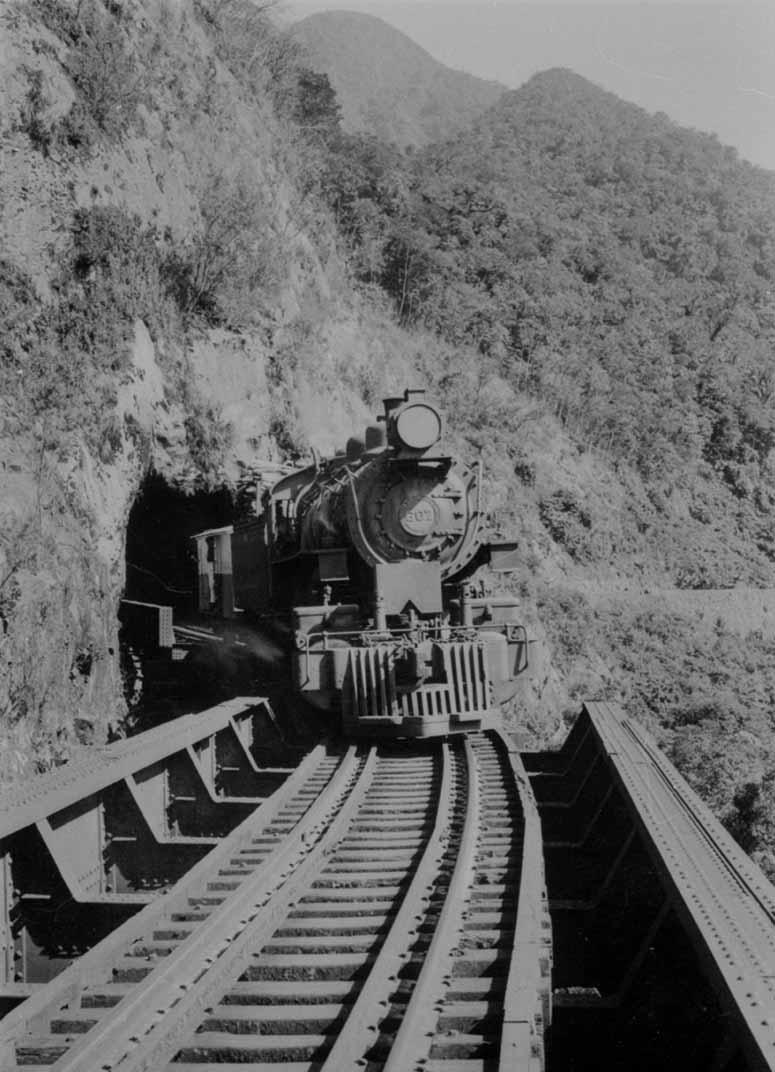
Locomotiva a vapor da RVPSC no Viaduto do Carvalho pouco após a Estação de Marumby na Serra do Mar, na década de 1940.

Além das ferrovias em São Paulo, outras ferrovias importantes que surgiram nessa época se destacam a Estrada de Ferro Vitória a Minas em 1903, a Ferrovia Madeira-Mamoré em 1912 e a expansão no sul com a ligação entre Mafra, Corupá, Rio Negro e São Francisco do Sul, que conectaram Curitiba e os portos de São Francisco e Paranaguá já em 1917. A ligação entre Ourinhos e Londrina acontece em 1935, chegando a Apucarana em 1942.
A tração elétrica, embora planejada desde 1922, foi introduzida em 1930, para substituir a tração a vapor em alguns trechos. Em 1938, entrou em operação a tração diesel-elétrica no Brasil, com a Viação Férrea Federal do Leste Brasileiro. Tal tipo de tração seria a predominante nos próximos anos quando se tratava do transporte de carga no Brasil e no resto do mundo.
A partir do primeiro governo de Getúlio Vargas, o desenvolvimento no setor de transportes foi priorizado para o modal rodoviário, colocando em segundo plano os demais, que representaram até a metade do século XX um papel importante no desenvolvimento nacional. Foi nessa época também que o governo federal começou a nacionalizar as ferrovias controladas por capital estrangeiro, além de assumir o controle de várias delas para prevenir que quebrassem. No entanto, a falta de planejamento e recursos em um período de entreguerras fez com que os investimentos caíssem. Assim, a rede ferroviária brasileira passou a apresentar condições precárias e o ritmo de novas construções foi bem menor. No final de 1940 havia 34 252 quilômetros de ferrovias em tráfego. Em 1947 ocorreu o fim da concessão da São Paulo Railway e a ferrovia foi encampada pelo governo estadual. Até 1948, o acréscimo foi de apenas mais 1 371 quilômetros, o que elevou a cifra total para 35 623 quilômetros de ferrovias.

### Era da estatização

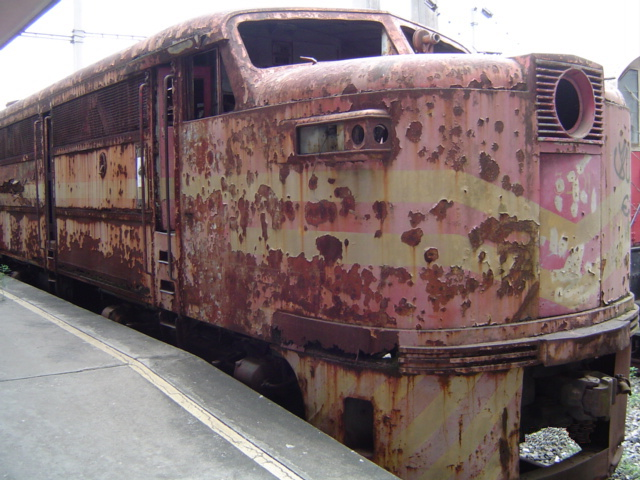
A falta de investimentos do Estado na década de 1980 levou ao sucateamento parcial da malha ferroviária.

No início da década de 1950, o governo requisitou um estudo sobre a situação das estradas de ferro no Brasil. Em 1956, os déficits das ferrovias brasileiras representavam 14% da receita tributária da União. Em decorrência disso, foi criada em 30 de setembro de 1957 a Rede Ferroviária Federal S/A (RFFSA) para sanear o Sistema Ferroviário Nacional, reunindo 22 ferrovias. Sua finalidade era: reduzir os déficits, padronizar os procedimentos, modernizar a operação, reduzir a despesa e aumentar a produção.
A RFFSA operou através de superintendências, que cuidavam de uma região específica. Até 1969, eram quatro sistemas regionais e foram criadas também as superintendências regionais, as SRs, que eram 10 no total. Anos depois foram expandidas para 12, controladas pela sede no Rio de Janeiro. Em 1971, o governo do Estado de São Paulo criou a outra grande ferrovia estatal, a FEPASA, união das cinco ferrovias que já pertenciam ao estado. A FEPASA então tinha 5 000 quilômetros para administrar e cobria quase todo o estado de São Paulo.
Com a busca por diminuir as vias deficitárias e otimizar a produção, em 1964, ocorreu um decréscimo para 32 163 quilômetros de tráfego, e esta diminuição continuou nos anos seguintes com a extinção de numerosos ramais considerados antieconômicos, apesar da construção mais recente de vários trechos importantes como a Estrada de Ferro Central do Paraná e a Viação Férrea Centro-Oeste durante a década de 1970.
Com as diversas crises que o governo brasileiro enfrentou já no fim da década de 1970 durante o regime militar, a RFFSA sofreu um grande abalo orçamentário. Durante toda a década de 1980, ela sofreu com a degradação da infraestrutura e da superestrutura da via permanente e do material rodante que gerou uma grande perda de mercado para o modal rodoviário, mais eficiente na época, além de investimentos mal realizados que geraram grande dívida à estatal. Em 1984, a Rede estava num desequilíbrio técnico-financeiro tão grande que já não suportava rolar a dívida contraída. No final da década, o orçamento da RFFSA era de apenas 19% do que foi no fim da década passada.

### Era das privatizações

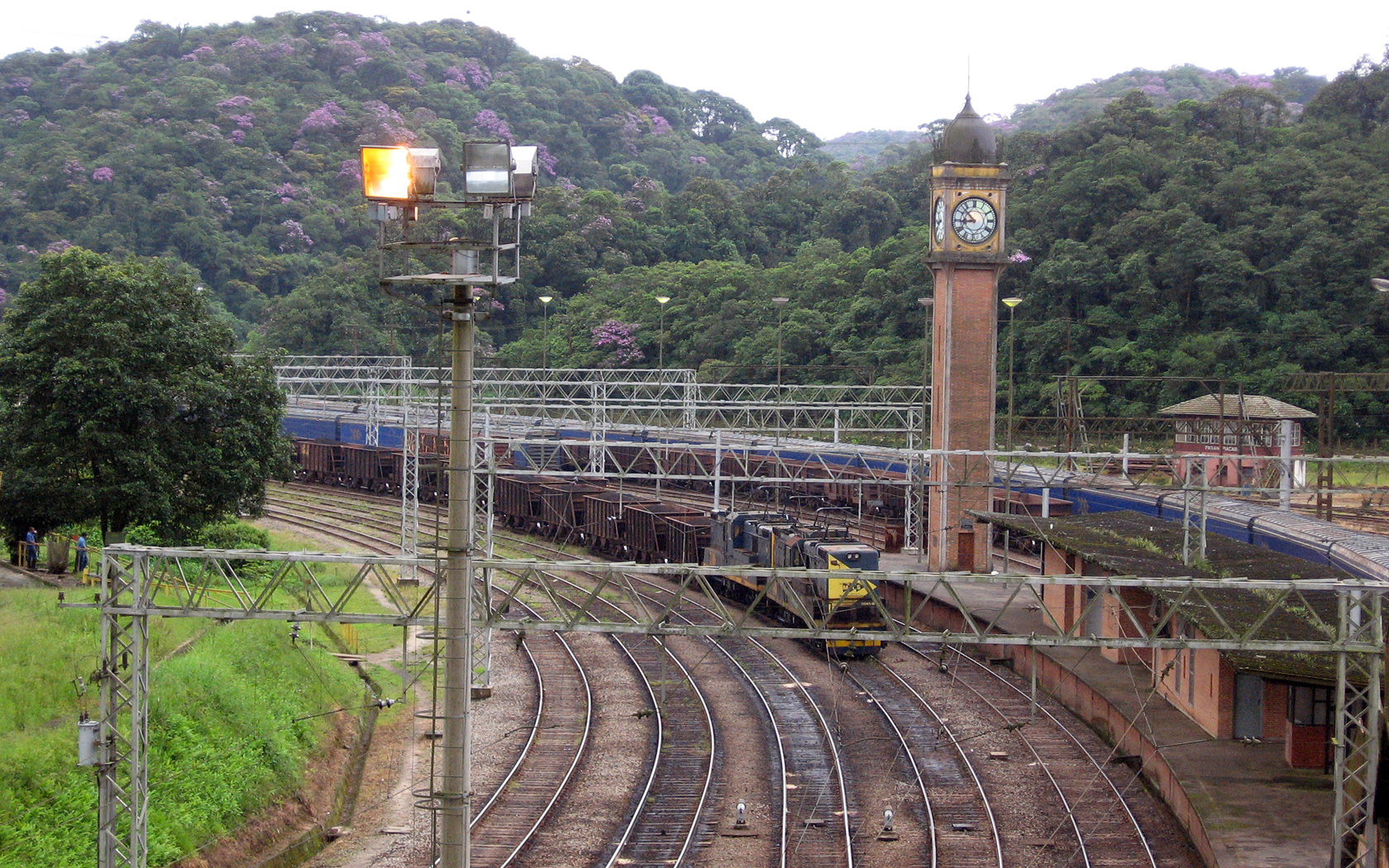
A Estação de Paranapiacaba, localizada na Vila de Paranapiacaba, em Santo André (SP). Entre a 2.ª metade do século XIX e a 1.ª metade do século XX, a Vila de Paranapiacaba foi a base de operações da São Paulo Railway, cujos trens transportavam os recém-chegados imigrantes, além de quase toda a produção cafeeira do estado de São Paulo.

Em 10 de março de 1992 a RFFSA entrou no Programa Nacional de Desestatização (PND), dando início ao plano de desestatização do Governo Collor. Porém, somente no 1.º trimestre de 1995, já no Governo FHC, o Congresso aprovou a lei de concessão de serviços públicos.
A abertura da economia, a inserção do Brasil no mercado internacional, a necessidade de alternativas racionais ao transporte de cargas e passageiros, rodoviário e aéreo, e a enorme potencialidade do setor de transportes concorreram para a privatização da Rede Ferroviária Federal S/A (RFFSA) em 1996 e da FEPASA em 1997.
O processo de desestatização das ferrovias brasileiras só foi concluído efetivamente em 1999, quando o Ministério dos Transportes apresentou o Relatório Anual de Acompanhamento das Concessões Ferroviárias. Com a extinção da RFFSA, todas as linhas de passageiros foram extintas, ficando apenas o Trem de Prata, que ligava o Rio a São Paulo, e seria posteriormente finalizado em 1998.
As operadoras que assumiram foram:
| Malhas regionais | Data do leilão         | Concessionárias                   | Início da operação     | Extensão (km) |
| ---------------- | ---------------------- | --------------------------------- | ---------------------- | ------------- |
| Oeste            | 5 de março de 1996     | Ferrovia Novoeste S.A.            | 1 de julho de 1996     | 1 621         |
| Centro-Leste     | 14 de junho de 1996    | Ferrovia Centro-Atlântica S.A.    | 1 de setembro de 1996  | 7 080         |
| Sudeste          | 20 de setembro de 1996 | MRS Logística S.A.                | 1 de dezembro de 1996  | 1 674         |
| Tereza Cristina  | 22 de novembro de 1996 | Ferrovia Tereza Cristina S.A.     | 1 de fevereiro de 1997 | 164           |
| Nordeste         | 18 de julho de 1997    | Companhia Ferroviária do Nordeste | 1 de janeiro de 1998   | 4 534         |
| Sul              | 13 de dezembro de 1996 | Ferrovia Sul-Atlântico S.A.       | 1 de março de 1997     | 6 586         |
| Paulista         | 10 de novembro de 1998 | Ferrovias Bandeirantes S.A.       | 1 de janeiro de 1999   | 4 236         |

Em 1997, o Governo Federal outorgou à Companhia Vale do Rio Doce a concessão da Estrada de Ferro Vitória a Minas e da Estrada de Ferro Carajás, e que permanecem até hoje em suas mãos. Em 1999, começou o processo de liquidação e extinção da RFFSA, completado em 2007, 50 anos após a sua criação.
Em 2021, o Senado Federal aprovou um novo Marco Legal Ferroviário, modernizando as regras do setor. A legislação permite um tipo de concessão parcial à iniciativa privada, e espera-se que isso libere investimentos. A lei votada foi originalmente proposta pelo senador José Serra (PSBD-SP) e relatada por um senador da oposição, Jean Paul Prates (PT-RN), contando com apoio do governo Bolsonaro, como o ministro de Infraestrutura Tarcísio de Freitas. A proposta foi aprovada na Câmara de Deputados.
Com a mudança das regras do setor, em dezembro de 2021, já havia pedidos de abertura de 15 mil km de novas vias, em 64 pedidos de implantação de novas ferrovias. Nove novas ferrovias já haviam sido autorizadas pelo Governo Federal, em 3506 km de novos trilhos.

## Transporte ferroviário de carga

### Operadoras ferroviárias atuais

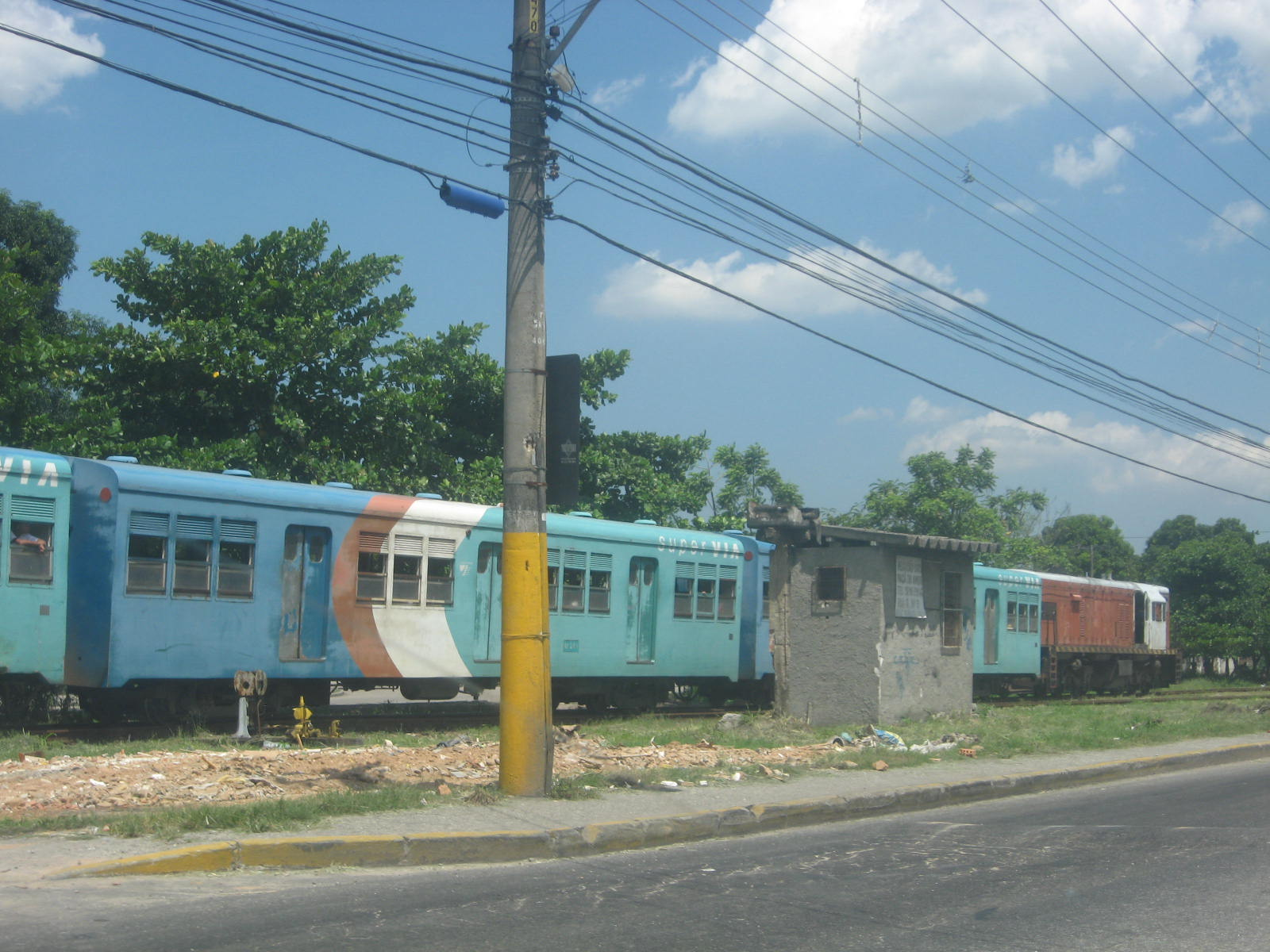
Ramal Vila Inhomirim, na Baixada Fluminense (RJ). Neste ramal está situado o mais antigo trecho ferroviário ainda em operação no Brasil.

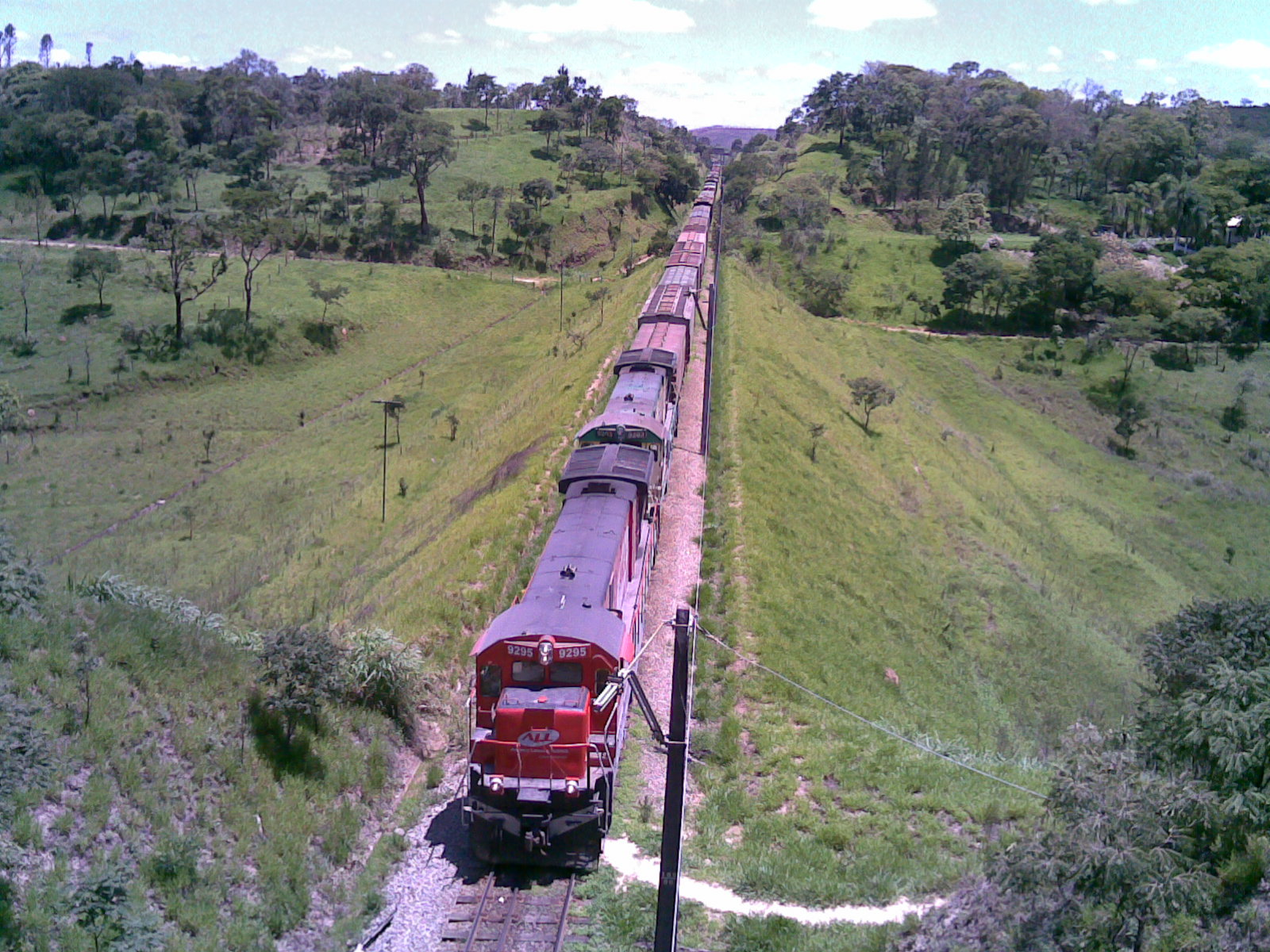
Trem da ALL, a maior concessionária do Brasil, no trecho de Boa Vista no estado de São Paulo.

Das concessionárias que assumiram após a privatização, houve um rearranjo entre elas nas suas áreas de concessão. Em 1999, a Ferrovia Sul Atlântico mudou de nome e virou América Latina Logística, ao adquirir a concessão de ferrovias na Argentina. A Novoeste e a Ferroban, controladoras da malha Oeste e Paulista, se fundiram à Ferronorte, controladora da Malha Norte, e criaram a Brasil Ferrovias em 2002. Em 2006, após uma crise financeira, a Brasil Ferrovias foi adquirida pela ALL, que passou a controlar, além da Malha Sul, também as Malhas Paulista, Oeste e Norte, totalizando 11 738 quilômetros e sendo a maior operadora ferroviária do país.
A Cia Ferroviária do Nordeste em 2008 trocou de nome e virou Transnordestina Logística (TLSA).
A divisão das concessões em 2020 é:
| Operadora  | Métrica (1 m) | Larga (1,6 m) | Mista (1/1,6 m) | Total |
| ---------- | ------------- | ------------- | --------------- | ----- |
| RUMO (ALL) | 9 483         | 2269          | 269             | 12021 |
| FCA        | 6 912         | 112           | 196             | 7220  |
| FTL        | 4295          | —             | 20              | 4315  |
| TLSA       | —             | 1153          | 600             | 1753  |
| MRS        | —             | 1601          | 42              | 1643  |
| FNS (RUMO) | —             | 1537          | —               | 1537  |
| EFVM       | 905           | —             | —               | 905   |
| EFC        | —             | 979           | —               | 979   |
| FERROESTE  | 248           | —             | —               | 248   |
| FTC        | 164           | —             | —               | 164   |

Fonte: Anuário da Revista Ferroviária, e união dos 1.537 Km da Ferrovia Norte-Sul, concedidos à RUMO LOGÍSTICA.  

Mapa Ferroviário do Norte e Nordeste Brasileiros, 1921.

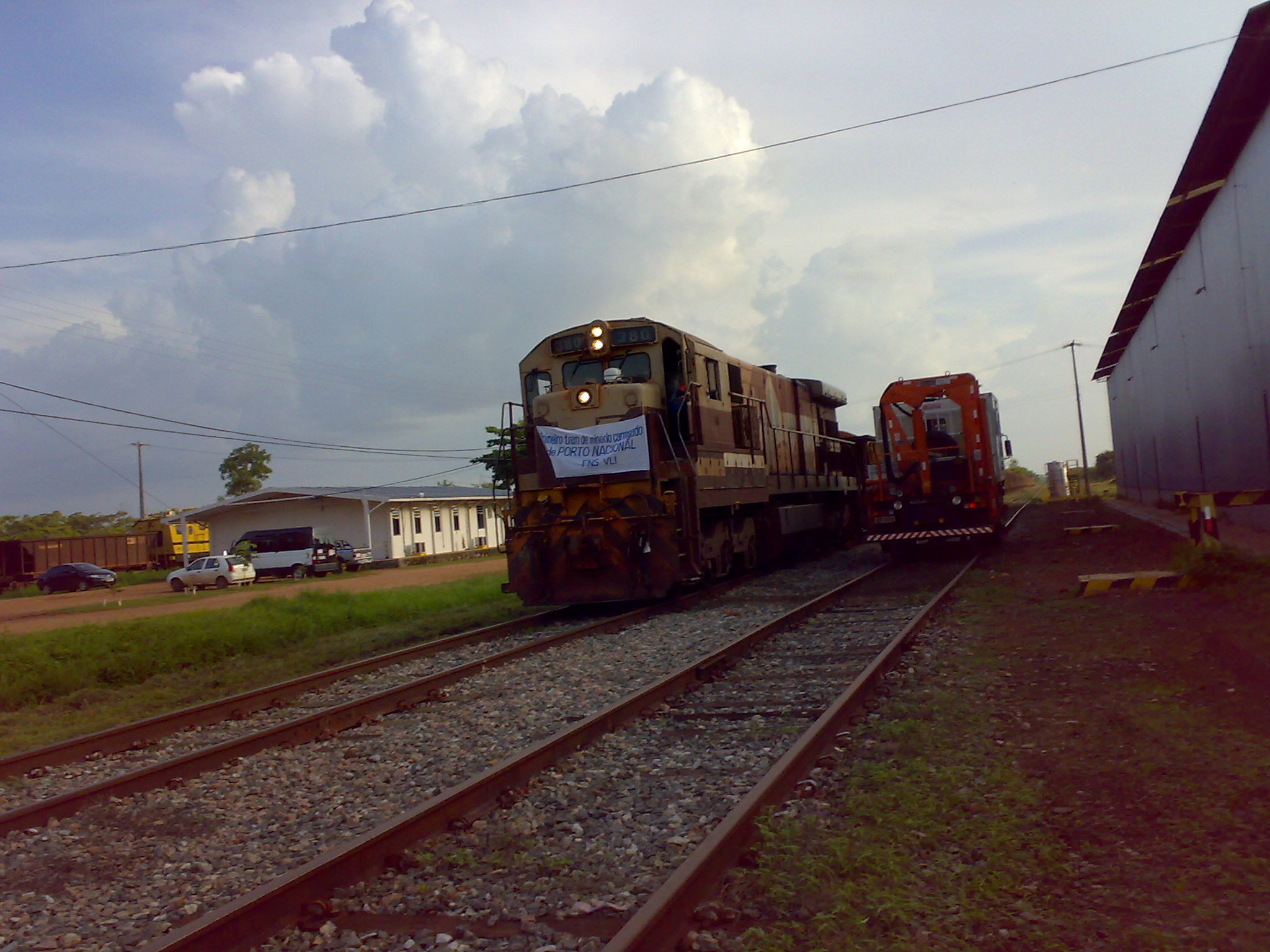
Locomotiva da Vale S.A. no Pátio Multimodal de Palmas/Porto Nacional (TO), situado na Ferrovia Norte-Sul.

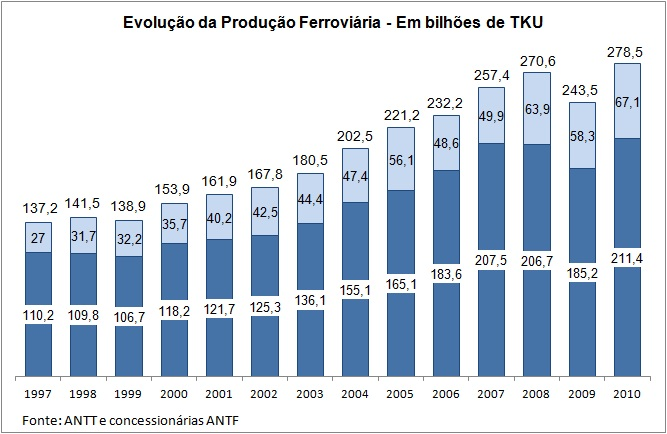
Evolução do Transporte Ferroviário de Cargas em bilhões de TKU, desde a privatização em 1997 até 2010.

Desde 2003, quando a ANTT começou a realizar pesquisas anuais das operadoras ferroviárias nacionais, a produção de transporte (em TKU) cresceu 5% ao ano (53% no acumulado do período). Disso, o crescimento de carga geral, desde a privatização em 1997, foi 112%, chegando a 57,3 bilhões de TKU. O transporte de minério de ferro e carvão mineral aumentou 91%, chegando a 210,4 bilhões de TKU. Em toneladas úteis (TU), o crescimento foi de 81,5% desde a privatização, sendo que em cargas gerais foi de 67% e acumulando 112,1 milhões de TU, e o minério de ferro e carvão mineral aumentou 82%, chegando a 347,6 milhões de TU. O índice de acidentes caiu para pouco mais de um terço no mesmo período, passando de 36 para 14 acidentes por milhão de trens/km, ficando próximo aos índices internacionais que estão entre 8 e 13 acidentes por milhão de trens/km.
A frota de locomotivas em circulação aumentou, nesse período, em 1 029 locomotivas, chegando a 3 016, se concentrando na MRS com 375 locomotivas, ALL Malha Norte com 308 e na EFVM com 84. A frota de vagões passou de 62 932 para 95 808, aumento principalmente realizado pela MRS com 7 335 vagões, na EFVM com 7 124 e na EFC com 6 726, além das quatro empresas do grupo ALL com um aumento de 10 373 vagões.
O investimento anual das ferrovias aumentou quatro vezes no 2003–2010, saltando de 1,07 bilhão de reais para 4,32 bilhões de reais por ano. As principais investidoras foram o grupo Vale (com EFC, EFVM e FCA) com 1,313 bilhão de reais, o grupo ALL com 928,7 milhões de reais e a MRS com 681 milhões de reais, todas no ano de 2010 e que mantiveram investimento constante no período, focados em infraestrutura, superestrutura e material rodante. Um caso à parte é a TLSA, que aumentou em 6 vezes o seu investimento apenas de 2009 a 2010, aportando 1,35 bilhão no ano. Trabalham no setor ferroviário brasileiro quase 37 mil pessoas, um crescimento expressivo de 74% em relação a 2003.
Em 2019, a Rumo Logística adquiriu, por meio de concessão, a operação ferroviária da Ferrovia Norte-Sul. O trecho concedido tem extensão de 1 537 km. O tramo central, compreendido entre Porto Nacional (Tocantins) e Anápolis (Goiás), tem 855 km de extensão; e o sul vai de Ouro Verde de Goiás a Estrela d’Oeste (São Paulo), com 682 km. O tramo central está totalmente concluído e encontra-se operacional e disponível para o transporte ferroviário comercial de cargas. Já o tramo sul, que interliga os estados de Goiás, Minas Gerais e São Paulo, possui 95% das obras concluídas.

## Transporte ferroviário de passageiros

Mapa de localização dos sistemas ferroviários urbanos brasileiros em operação

Segundo publicação da Associação Nacional dos Transportadores de Passageiros sobre Trilhos (ANPTrilhos), em comparação com o ano de 2014, houve crescimento na quantidade de passageiros transportados no ano de 2015 (1,7%, 2,92 bilhões de passageiros contra 2,87 bilhões), de transportados diariamente no mesmo ano (quando foi alcançada a marca de 9,9 milhões de passageiros por dia) e de trilhos (1%, que levou a 1 012 quilômetros após a adição de 10,4 quilômetros naquele ano). A mesma publicação ainda relatou que, em 2015, existiam sistemas de trilhos em menos da metade das unidades federativas do Brasil (48%), estavam restritos a 12 regiões metropolitanas, das quais em somente duas o modal predomina (São Paulo e Rio de Janeiro), e somam 20 sistemas, que são operados por 13 empresas, sendo 8 públicas. A ANPTrilhos também contabilizou 19 projetos contratados e/ou em execução e outros 24 com potencial de contratação ou início da obra até 2020.
Os maiores e mais movimentados sistemas de transporte ferroviário de passageiros do Brasil são, respectivamente: a Estrada de Ferro Carajás (EFC), a Estrada de Ferro Vitória a Minas (EFVM) e a rede de trens metropolitanos da Companhia Paulista de Trens Metropolitanos (CPTM). Já em relação ao transporte metroviário, o maior e mais movimentado sistema do país é o Metrô de São Paulo.
Lançado 2019, na sede da FIESP, em São Paulo, o Ministério do Desenvolvimento Regional criou uma nova linha de crédito para o impulsionamento da renovação de trens e metrôs urbanos. A iniciativa propõe a melhora do tráfego em grandes centros urbanos e a geração de cerca de cinco mil empregos por ano. O Programa de Renovação da Frota do Transporte Público Coletivo Urbano de Passageiros sobre Trilhos (RETREM), com o apoio do BNDES, utilizará de recursos provenientes do Fundo de Amparo ao Trabalhador e do FGTS, com financiamento de 20 anos, sendo quatro de carência, e taxa de juros estabelecida em torno de 5,5%. Uma das exigências destacadas para a obtenção do financiamento pelas operadoras será a compra de trens de fabricação nacional, facilitando os processos de manutenção e assistência técnica para os equipamentos, além de diminuir o custo de tais serviços para o empresário fabricante e para a população.

## Ver também

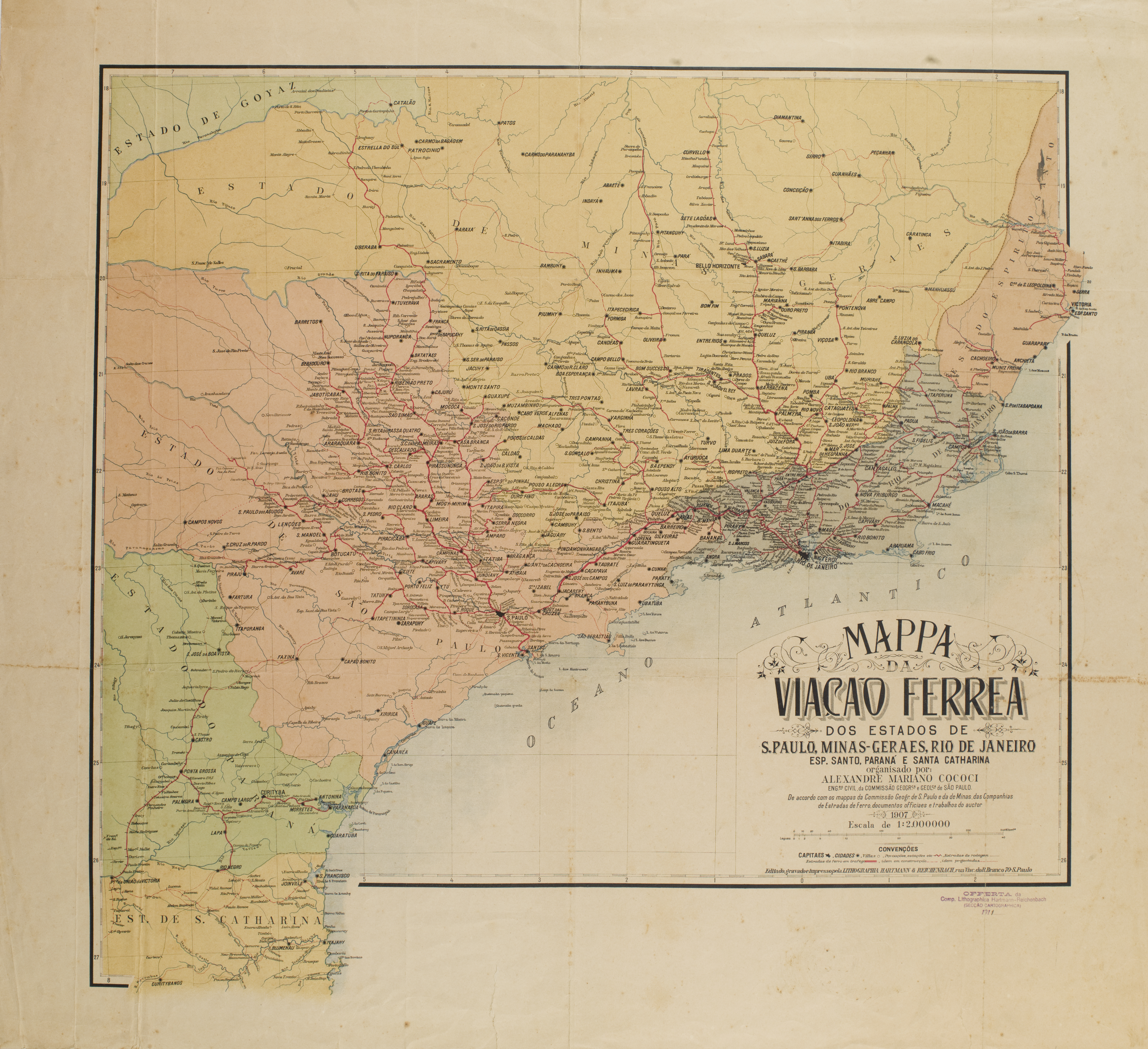
Mapa da Viação Férrea dos Estados de S. Paulo, Minas Gerais, Rio de janeiro, Espírito Santo, Paraná e Santa Catarina em 1911.